# Herbert Gatschke
Herbert Gatschke (* 14. Oktober 1906; † 30. August 1932 in Berlin) war ein deutsches Mitglied der SA.

## Leben
Gatschke war Mitglied des SA-Sturms 33 („Mördersturm“), der am 29. August 1932 an einem Sturmappell in den Hohenzollern-Festsälen in der Berliner Straße 105 teilnahm. Später am Abend kam es vor dem Sturmlokal des SA-Sturms 33 in der Röntgenstraße 12 zu einem Zusammenstoß zwischen einer Gruppe von Angehörigen der kommunistischen Kampfstaffel, die auf dem Heimweg durch die Röntgenstraße liefen, und einigen vor dem Sturmlokal stehenden SA-Leuten. Einer kurzen verbalen Auseinandersetzung folgte ein Schusswechsel, bei dem drei SA-Männer verletzt wurden. Einer von diesen war Herbert Gatschke, der am folgenden Tag an seinen Verletzungen (Lungenschuss) starb. Der berüchtigte Sturmführer Hans Maikowski nahm den Tod seines Untergebenen Gatschke zum Anlass, um aus dem Untergrund, in dem er sich seit einigen Monaten verborgen hielt, zurückzukehren und seine SA-Leute in einem kaum verhohlenen Mordaufruf öffentlich zu Gewalttaten gegen ihre politischen Gegner aufzufordern. An seiner Beerdigung auf dem Luisenstädtischen Friedhof nahmen Joseph Goebbels, der Berliner SA-Chef Wolf-Heinrich von Helldorff sowie Adolf Hitler teil. Hitler ließ sich mit Gatschkes Mutter fotografieren und hielt eine Grabrede, in der er den Wert der Nation über den des Todes hob. In einem nachfolgenden Prozess wurden neun Kommunisten wegen vollendeten gemeinsamen Totschlags, Beihilfe zum Totschlag und schweren Landfriedensbruchs angeklagt. Im Rahmen des Prozesses stellte sich zur Verlegenheit der Nationalsozialisten heraus, dass die Kugel, die Gatschke getötet hatte, von einem anderen SA-Mann abgefeuert worden war. Dennoch wurde nach 1933 eine Bronzetafel im Rathaus Charlottenburg angebracht, die an Gatschke und zwei weitere getötete SA-Leute erinnerte. Eine weitere Tafel wurde an der Todesstelle Gatschkes installiert. Außerdem erhielt der SA-Sturm 42/1 in Erinnerung an Gatschke die Bezeichnung „Sturm 42 – Herbert Gatschke“. 1938 wurde schließlich noch die Rosinenstraße in Gatschkestraße umbenannt.